# Genomförandegruppen
Genomförandegruppen var namnet på en intern arbetsgrupp inom Regeringskansliet i Sverige som bildades 2008, vilken, enligt ett pressmeddelande utfärdat i efterhand av regeringskansliet, haft i uppdrag att "ta fram beslutsunderlag för en fortsatt effektivisering av försvaret". Gruppen skulle även haft i uppdrag att lämna förslag till hur en "ändamålsenlig materielförsörjning anpassad till insatsförsvarets behov" skulle kunna åstadkommas. Syftet sades vara att spara pengar, men låg även ideologiskt i linje med regeringens förordande av marknadskrafterna genom att egen utveckling reducerades till förmån för att "köpa från hyllan". Gruppen, som hade ett sekretariat med tjänstemän från Försvarsdepartementet till sitt förfogande, leddes av försvarsdepartementets statssekreterare Håkan Jevrell. Övriga deltagare var statssekreterare Hans Lindblad (finansdepartementet), statssekreterare Jöran Hägglund (näringsdepartementet), Holger Gustafsson (ledamot KD), Anders Svärd (C) och Allan Widman (Fp). Genomförandegruppen föreslog i sin rapport (2008) att ett antal verksamheter inom den svenska försvarsmakten skulle avbrytas respektive reduceras.
De två vid tidpunkten ledande försvarsbloggarna WisemanWisdoms och Skipper kallade Genomförandegruppens arbete "Amatörernas afton", inte minst för att de abrupta avslutandena ofta utlöste högre kostnader än att genomföra projekten.

## Verksamheter som gruppen föreslog skulle avbrytas
- Renovering och modifiering av stridsfordon 90 och stridsvagn 122
- Taktisk obemannad flygfarkost (TUAV)
- Utveckling Aktivt pansar (AAC)
- Utveckling av granatkastarpansarbandvagn (AMOS)
- Brobandvagn
- Materiel för flygunderstöd av markförband Close Air Support (CAS)
- Luftvärnsrobot korvett Visby
- Produktdefinitionsfas amfibiebataljon
- Halvtidsmodifiering spaningsfartyg HMS Orion (A201)
- Utveckling ny gruppbåt
- Produktdefinitionsfas halvtidsmodifiering Stridsbåt 90H
- Ny sonarboj
- Vidareutveckling robotsystem 17
- Ledningssystemsutveckling LedsystT
- Materiel till IT-försvarsförband
- FOI och FHS stöd till NätverksBaserat Försvar

## Verksamheter som gruppen föreslog skulle reduceras
- Utveckling och anskaffning Stridsledningssystem Bataljon (SLB)
- Utveckling och anskaffning av kommunikationsnod
- Stridsträningsanläggning luftvärn
- Motorredskap
- Kompletteringsanskaffning Splitterskyddad terrängbil RG 32
- Utveckling ersättning av undervattensvapen
- Halvtidsmodifiering Stridsbåt 90
- Halvtidsmodifiering minröjningsfartyg typ Styrsö
- Vidmakthålla flygspaningsradar FSR 890 (ASC)
- JAS 39, flermålsförmåga samt förmåga till utökad stand-off
- JAS 39, Återanskaffning ammunition
- JAS 39, Översyn av planerad vidareutveckling efter 2010
- Basmateriel
- Minskad ambition ledningssystem
- Geografisk informationsförsörjning
- Psykologiska operationer (PSYOPS)